# Darevskia derjugini
Darevskia derjugini är en ödleart som beskrevs av  Nikolskij 1898. Darevskia derjugini ingår i släktet Darevskia och familjen lacertider. IUCN kategoriserar arten globalt som nära hotad. Inga underarter finns listade i Catalogue of Life.